# Kamel Daoud
Kamel Daoud, född 17 juni 1970 i Mostaganem, är en franskspråkig algerisk författare, journalist och debattör.
Daoud växte upp i en arabiskspråkig muslimsk familj i Algeriet. Efter att ha studerat fransk litteratur vid universitetet i Oran bestämde han sig för att bli skribent. År 1996 knöts han till den franskspråkiga tidningen Le Quotidien d'Oran där han är en återkommande kolumnist. Ett urval av hans artiklar publicerades i bokform 2002. Han debuterade som skönlitterär författare året därpå med kortromanen Le Fable du nain. Daoud har kritiserat det samtida algeriska samhället för missriktad nationalism och islam för att förtrycka intellektuell frihet, vilket lett till kontroverser.
Hans debutroman Fallet Meursault, ett slags omdiktning och dialog med Albert Camus roman Främlingen, som utkom 2013 uppmärksammades stort och belönades i Frankrike med Goncourtpriset för bästa debutroman.